# The Joshua Tree Tour 2017
Il The Joshua Tree Tour 2017 è stato il diciassettesimo tour mondiale della rock band irlandese U2, a supporto del trentennale del suo celebre album in studio, The Joshua Tree.
La tournée si è svolta da maggio a ottobre 2017 tra Nord America, Europa e Sud America, per un totale di 51 concerti. Ciò rende questo tour il secondo più breve nella carriera degli U2 dopo il LoveTown Tour.

## Antefatti
Gli U2 iniziarono a pensare ad un tour celebrativo per i trent'anni dell'album The Joshua Tree a fine 2016, inizialmente con un concerto a testa negli Stati Uniti e in Europa.
Con le elezioni presidenziali statunitensi del novembre 2016, e la successiva elezione di Donald Trump, la band ha sentito che, mai come in quel momento, l'album del 1987 fosse di grande attualità. Da qui la decisione di un tour in cui suonare, in successione, tutti i brani del disco, sulla falsariga del The River Tour 2016 di Bruce Springsteen, in cui il Boss ha riproposto, in rigoroso ordine di tracklist, tutte le tracce di The River.
Il tour è stato annunciato il 9 gennaio. Le città prescelte sono state 26, di cui 18 in Nord America. Il 6 giugno sono state annunciate ulteriori date in America tra settembre e ottobre.

## Palco
Come per tutti i precedenti tour degli U2, la scenografia è stata curata da Willie Williams. L'idea di base era quella di ricreare il palco dell'originale The Joshua Tree Tour, cosa in parte riuscita, dal momento che del vecchio palco riprende la forma ad onda. Le differenze sono la presenza di un maxischermo che si estende per tutta la sua lunghezza e una passerella adibita a b-stage a forma di Joshua Tree, il quale campeggia anche in alto a sinistra.

## Scaletta
Per la prima volta in carriera gli U2 hanno proposto integralmente un loro album. Questo ha comportato l'esecuzione di brani che non venivano suonati da diverso tempo, come Trip Through Your Wires ed Exit, ritornati in scaletta dopo esattamente 29 e 28 anni. Altre canzoni hanno ottenuto una regolarità mai avuta in passato, come One Tree Hill, Mothers of the Disappeared e In God's Country. Altre ancora, come Red Hill Mining Town, sono state eseguite per la prima volta.
Prima di proporre per intero The Joshua Tree, gli U2 hanno aperto ogni concerto con Sunday Bloody Sunday, New Year's Day, Bad e Pride (In the Name of Love).
Terminato l'album, durante gli encores sono state prevalentemente suonate Miss Sarajevo, Beautiful Day, Elevation, Vertigo, Ultraviolet (Light My Way) e One.
Altri brani proposti con una certa frequenza sono stati A Sort of Homecoming, Mysterious Ways, I Will Follow, The Little Things That Give You Away e You're the Best Thing About Me, entrambi facenti parte dell'album Songs Of Experience, uscito nel dicembre dello stesso anno.
Durante i concerti italiani allo stadio Olimpico il gruppo inserì all'interno dell'esecuzione di Beautiful Day una parte del brano Miserere di Zucchero Fornaciari, scritto da Bono e dal cantante reggiano, per omaggiare quest'ultimo in nome dell'amicizia decennale con il frontman degli U2.

### Scaletta media[15]
1. Sunday Bloody Sunday
2. New Year's Day
3. Bad
4. Pride (In the Name of Love)
5. Where the Streets Have No Name
6. I Still Haven't Found What I'm Looking For
7. With or Without You
8. Bullet the Blue Sky
9. Running to Stand Still
10. Red Hill Mining Town
11. In God's Country
12. Trip Through Your Wires
13. One Tree Hill
14. Exit
15. Mothers of the Disappeared
16. Miss Sarajevo
17. Beautiful Day
18. Elevation
19. Vertigo
20. Ultraviolet (Light My Way)
21. One

### Canzoni suonate[16]
| Album                           | Canzoni |
| ------------------------------- | --- |
| Boy                             | - I Will Follow |
| October                         | |
| War                             | - New Year's Day - Sunday Bloody Sunday |
| The Unforgettable Fire          | - Pride (In the Name of Love) - Bad - A Sort of Homecoming - MLK |
| The Joshua Tree                 | - Bullet the Blue Sky - Exit - In God's Country - Mothers of the Disappeared - One Tree Hill - Red Hill Mining Town - Running to Stand Still - Trip Through Your Wires - Where the Streets Have No Name - With or Without You - I Still Haven't Found What I'm Looking For |
| Rattle and Hum                  | |
| Achtung Baby                    | - One - Ultraviolet (Light My Way) - Mysterious Ways |
| Zooropa                         | |
| Original Soundtracks 1          | - Miss Sarajevo |
| Pop                             | |
| All That You Can't Leave Behind | - Beautiful Day - Elevation |
| How to Dismantle an Atomic Bomb | - Vertigo |
| No Line on the Horizon          | |
| Songs of Innocence              | |
| Songs of Experience             | - You're the Best Thing About Me - The Little Things That Give You Away |
| Singoli                         | - Sweetest Thing |
| Lati B                          | - Spanish Eyes |
| Cover                           | - Don't Look Back in Anger |

## Formazione

### U2
- Bono - voce, armonica a bocca
- The Edge - chitarra, cori, tastiere, pianoforte
- Adam Clayton - basso
- Larry Mullen Jr. - batteria, percussioni

## Artisti d'apertura
La seguente lista rappresenta il numero correlato agli artisti d'apertura nella tabella delle date del tour.
- Mumford & Sons = 1
- The Lumineers = 2
- OneRepublic = 3
- Noel Gallagher's High Flying Birds = 4
- Beck = 5
- Joystick = 6

## Date del tour
| 2.713.136 / 2.713.136 (100%) |
| ---------------------------- |

| $316.990.940 |
| ------------ |

## Festival
| Data          | Città        | Stato        | Luogo            | Festival                |
| Nord America  | Nord America | Nord America | Nord America     | Nord America            |
| ------------- | ------------ | ------------ | ---------------- | ----------------------- |
| 9 giugno 2017 | Manchester   | Stati Uniti  | Great Stage Park | Bonnaroo Music Festival |

## Cancellazioni
| Data           | Città        | Stato        | Luogo                        | Causa                                     |
| Nord America   | Nord America | Nord America | Nord America                 | Nord America                              |
| -------------- | ------------ | ------------ | ---------------------------- | ----------------------------------------- |
| 25 agosto 2017 | St. Louis    | Stati Uniti  | The Dome at America's Center | Cancellato per motivi di ordine pubblico. |